# Tangaj

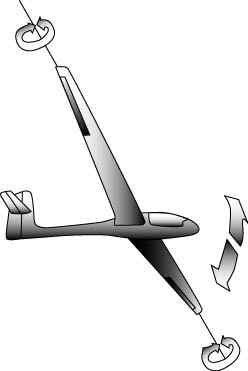
Axă de tangaj

Tangajul este o mișcare oscilatorie de rotație a unui obiect în mișcare (navă maritimă, aeronavă sau vehicul feroviar) efectuată în jurul unei axe transversale.

## Aeronautică

Tangaj cauzat de mișcarea în adâncime a cozii aeronavei

În aeronautică, tangajul este controlat prin împingerea sau tragerea manșei.
Manșa comandă la rândul său mișcarea în adâncime a corpului aeronavei, cel mai adesea în partea din spate a aparatului de zbor.

## Navigație marină
Tangajul este definit ca o mișcare de balans longitudinal a unei nave în marș sau în staționare, sau mai exact, ca o mișcare perturbatorie de oscilație a navei în jurul unei axe perpendiculare pe direcția sa de înaintare. Se datorează atât mișcărilor ondulatorii ale apei, adică valurilor, cât și vântului și constă în afundarea în apă și ridicarea alternativă pe val a provei și pupei. Când valurile vin din direcții înclinate față de axa longitudinală a navei, aceasta execută concomitent tangaj și ruliu.
Tangajul induce mișcări ce favorizează apariția stărilor de rău de mare.